# 纳尔古恩德
纳尔古恩德（Nargund），是印度卡纳塔克邦Gadag县的一个城镇。总人口32548（2001年）。

## 人口
该地2001年总人口32548人，其中男性16582人，女性15966人；0—6岁人口4466人，其中男2317人，女2149人；识字率56.21%，其中男性为66.92%，女性为45.08%。